# 拉塞尔·马尔卡希
拉塞尔·马尔卡希（英語：Russell Mulcahy，1953年6月23日—）是一位澳大利亚男導演和編劇。出生于澳大利亚的墨尔本。马尔卡希除了電影和電視劇外，還時常執導MV，且會使用快速剪接、跟踪镜头和使用发光体手法來製作。執導影視作品多為恐怖、動作和驚悚類型，最著名的是《時空英豪》（1986年）、《生化危机3：灭绝》（2007年），以及於2011年首播的電視劇《少狼》。

## 作品列表

### 電影
- 《德里克和克萊夫拿到號角（英语：Derek and Clive Get the Horn）》（1979）
- 《獵魔（英语：Razorback (film)）》（1984）
- 《隨著燈光熄滅（英语：As the Lights Go Down）》（1984）
- 《競技場（一個荒謬的概念）（英语：Arena (An Absurd Notion)）》（1985）
- 《時空英豪》（1986）
- 《時空奇兵》（1991）
- 《天危絕網（英语：Ricochet (1991 film)）》（1991）
- 《銀翼追擊（英语：Blue Ice (film)）》（1992）
- 《霹靂神偷（英语：The Real McCoy (film)）》（1993）
- 《魅影魔星》（1994）
- 《重裝捍將（英语：Silent Trigger）》（1996）
- 《魔繭復活》（1998）
- 《暗夜追殺令（英语：Resurrection (1999 film)）》（1999）
- 《迷路的大軍》（2001）
- 《泳往直前（英语：Swimming Upstream）》（2003）
- 《惡靈古堡3：大滅絕》（2007）
- 《燃燒戰車（英语：Crash and Burn (2008 film)）》（2007）
- 《蝎子王2：勇士的崛起》（2008）
- 《閃電地獄馬龍（英语：Give 'Em Hell, Malone）》（2009）
- 《艾洛弗林的冒險（英语：In Like Flynn (film)）》（2018）

### 電視
- 《魔界奇譚》（1991–1996）
- 《變態科學（英语：Perversions of Science）》（1997）
- 《无间之欲（英语：The Hunger (TV series)）》（1997–2000）
- 《海濱（英语：On the Beach (2000 film)）》（2000；電視電影）
- 《同志亦凡人》（2000）
- 《耶利米書（英语：Jeremiah (TV series)）》（2002）
- 《幼獅（英语：Young Lions (TV series)）》（2002）
- 《死神首选（英语：First to Die）》（2003）
- 《皮膚（英语：Skin (American TV series)）》（2003–2004）
- 《3：戴爾·恩哈特的故事（英语：3: The Dale Earnhardt Story）》（2004；電視電影）
- 《神秘島（英语：Mysterious Island (2005 film)）》（2005；電視電影）
- 《古墓魔咒（英语：The Curse of King Tut's Tomb (2006 film)）》（2006；電視電影）
- 《奪命保姆（英语：While the Children Sleep）》（2007；電視電影）
- 《天佑鲍比》（2009；電視電影）
- 《少狼》（2011–2017）
- 《丽兹·鲍敦传奇（英语：The Lizzie Borden Chronicles）》（2015）
- 《漢娜的遺言》（2020）